# ガレアッツォ・チャーノ
第2代コルテッラッツォ・ブカーリ伯ジャン・ガレアッツォ・チャーノ（イタリア語: Gian Galeazzo Ciano, detto Galeazzo, conte di Cortellazzo e Buccari, 1903年3月18日 - 1944年1月11日）は、イタリアの外交官、政治家、貴族。姓の日本語表記は「チアノ」とするものも多い。

## 略歴
ファシスト政権下で外交官として行動し、後にムッソリーニ自身が兼務していた外務大臣の地位を与えられ、ファシスト政権下の外交政策に大きく関与した。ベニート・ムッソリーニの長女エッダ・ムッソリーニの夫であり、貴族でもある事からイタリア王家（サヴォイア家）を始めとする王党派と政府を結びつける役割も果たし、イタリア王太子ウンベルト2世とは昵懇の間柄であった。
イタロ・バルボ空軍元帥と並んで後継者として扱われていた時期もあったが、枢軸国としての参戦に反対した事などから次第に政権から遠ざけられた。大戦後半には連合国との講和を図ってファシズム大評議会におけるクーデター（グランディ決議）に加担し、義父を失脚させた。しかしイタリア社会共和国成立により身柄を拘束され、ナチス・ドイツのアドルフ・ヒトラー総統から強い要請を受けたムッソリーニの命令によって銃殺刑に処された。

## 生涯

### 生い立ち
1903年3月18日、イタリア王国リグリア州の軍港リヴォルノに海軍軍人コスタンツォ・チャーノの長男として生まれた。父コスタンツォはリヴォルノ海軍士官学校を経て、海軍大佐として第一次世界大戦を戦った人物で、アドリア海で勇名を馳せたMAS魚雷艇部隊の指揮官としてイストリアのブカーリ湾（バカル湾のイタリア語読み）の襲撃などで軍功を挙げた。戦後、その軍功を讃えられてイタリア王ヴィットーリオ・エマヌエーレ3世から戦地の名を冠した、コルテッラッツォ・ブカーリ伯爵を与えられて貴族に列し、政界でも下院議長を務めるなど地元リヴォルノきっての名士だった。その息子のガレアッツォは華々しい生活を送っていたという。
快楽に染まった俗物的な性格ではあったが、家柄に相応しい教養と知性も身に付けていた。1925年にローマ大学を法学専攻で卒業し、外務省の入省試験を600名中27位の席次で合格して外務官僚となった。省内でもエリートとして出世の道を歩み、リオ・デ・ジャネイロの在ブラジル大使館、ブエノスアイレスの在アルゼンチン大使館勤務を経て、1927年に北京の在中華民国大使館に赴任した。

### ファシスト党との関わり
1922年、国家ファシスト党によるクーデター（ローマ進軍）が行われた時、退役軍人としてファシスト党の顧問を務めていた父コンスタンツォ伯も進軍に関与していた。父を通じてファシスト党による独裁を進めるベニート・ムッソリーニ国家統領に接近し、1930年4月24日にムッソリーニの長女エッダ・ムッソリーニと結婚して娘婿となった。エッダとの結婚は自由恋愛によるもので、両家の政略結婚などの性質は持っていなかった。しかし結果的に岳父の威光によって上海総領事の地位を与えられて省内での地位は盤石となった。チャーノとエッダは共に奔放な性格で双方が公然と愛人を持っており、エッダは特に満州軍閥領袖の張学良将軍に夢中だったとされるが、夫婦仲は良く強い絆で結ばれていた。
総領事着任後は1932年の第一次上海事変に際しては日中両軍の調停に奔走した。任期を終えて祖国に帰任した後も1933年に新聞・宣伝省次官、1935年に同省大臣などを若くして歴任、ファシスト四天王のイタロ・バルボ空軍大臣と並んでムッソリーニの後継者候補として扱われていた。1935年の第二次エチオピア戦争においては自ら空軍に義勇兵として志願し、危険な爆撃行に参加して武功黄金勲章を名誉的に受勲するなど派手なパフォーマンスを好んで行った。また国王ヴィットーリオ・エマヌエーレ3世の長男であるイタリア王太子ウンベルトの信任も篤かった。この2人の友情関係はそれぞれの父、国王エマヌエーレ3世とムッソリーニ国家統領にとっても建設的で有意義なものと見做されていた。なぜならそれは王室とファシスト政権との微妙な関係の強化に寄与したし、やがて若い2人がそれぞれ国王と政権担当者として次世代のファシスト・イタリアを率いる可能性がこの時点では存在したからである。

### 外務大臣

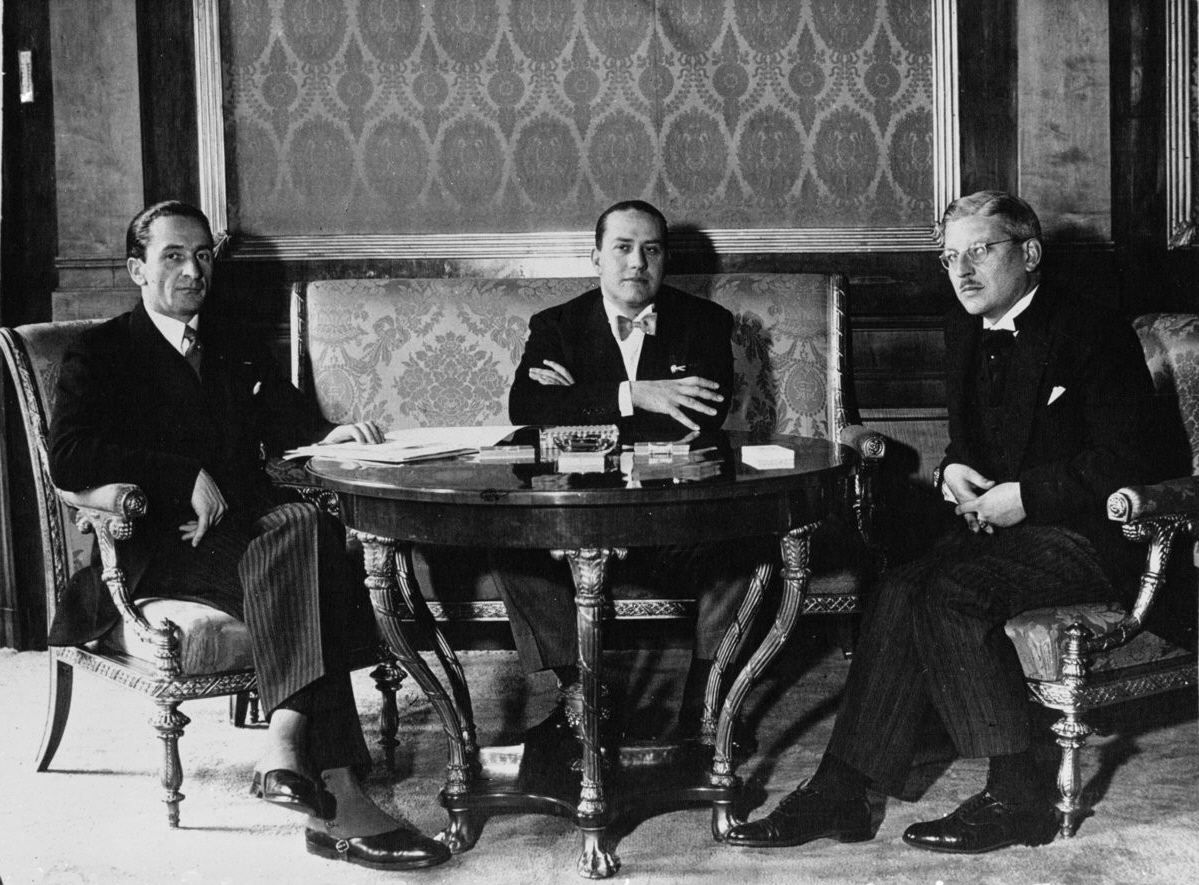
ヒトラーと対峙していたオーストリアのクルト・シュシュニック首相、グイド・シュミット外務大臣らと会談するチャーノ（1936年）

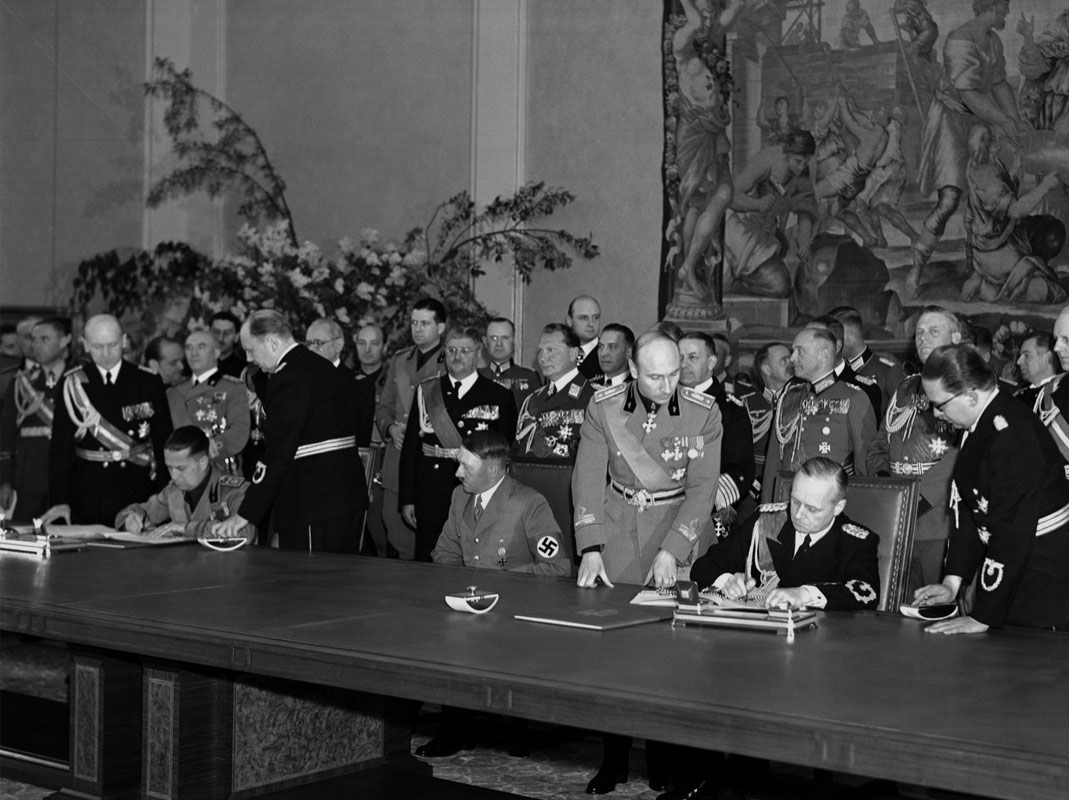
鋼鉄協約に署名するチャーノとリッベントロップ。それを中央の席から眺めるヒトラー。チャーノ個人は独伊同盟に反対していた。

1936年、チャーノは33歳で外務大臣に上り詰め、義父の政権での外交政策を形式的には一任された。しかし外交は自身も語学と社交を得意としていたムッソリーニの専権事項であり、実質的に外務大臣を引き続き兼任していた。チャーノの立場は政権の外交特使というのが実態に近く、公的行為で義父に逆らう事は決してなかった。彼が最も多くを任されたのは義父の名代として特使の役目を負うことで、ムッソリーニが重視していたドイツとイギリスには幾度も赴いて政府首脳や要人らと接触、見聞きした情報を報告している。同様の役割は文化特使としてアメリカに送り込まれていた次男ヴィットーリオ・ムッソリーニにも与えられていた。
1939年4月にイタリアのアルバニア侵攻が決定された際、その準備をムッソリーニから委ねられた事は大きな機会だった。数日で戦闘が終わるとアルバニア王国はイタリア王国との同君連合となったが、実質的にはイタリアの植民地であった。チャーノはアルバニアの現地政府で公的な職にあったわけではなかったが、しばしば実質的なアルバニアの「副王」であったとされる。妻と自分の怠惰な生活を支える私財を得るべく汚職にも熱心だった。チャーノ夫妻の個人資産は「奇妙なことに」しかし「目立たない形」で増大していった。自身の利益になる限り、チャーノは植民地支配や戦争といった野蛮な行為に完全な賛意を示していた。
一方、そうした帝国主義の過程でドイツ、特に政権の座にあった国家社会主義ドイツ労働者党（ナチ党）との接近が深まる事には一転して猛反対した事でも知られ、この姿勢は結果として彼の人生を他の何よりも決定付けた。チャーノは表面的にはドイツへの友好を装い、鋼鉄協約（独伊軍事同盟）を締結してナチス政権のヨアヒム・フォン・リッベントロップ外務大臣と何度も会談を重ねて個人的な親交を持ったが、その主人である所のアドルフ・ヒトラーに対しては明確に嫌悪感を表明している。チャーノはヒトラーを「ヴェーロ・パッツォ（本物の狂人）」と吐き捨て、それ以外の人物についてもゲーリングは「能力はあるが肥満体で下品」、親交を持ったリッベントロップですら「間抜け」と酷評し、「ドイツは今非常に劣った連中（ナチス）の手中にある」とまで扱き下ろしている。ヒトラーも反ナチ的で享楽癖を持ったチャーノを信用せず、ムッソリーニへの賛辞とは正反対に「胸が悪くなるような若僧」と評している。
大戦後に出版された所謂チャーノ日記では自身が「いかに枢軸同盟と大戦勃発を止めようとしたか」「ムッソリーニが自分の献策を退けたか」という記述が列挙されている。しかしこれは自己弁護による事実の歪曲が大いに含まれている。チャーノがドイツとの戦争をイタリア、義父、そして自身に不利益と考えた事、ナチス一派に嫌悪感を持っていたのは事実ではあるが、大戦回避への具体的努力は殆ど行われなかったし、そればかりか外務大臣の辞職すら拒んでいる。
そもそもチャーノには何の実権も無く、自らの義父であり「ボス」でもあるムッソリーニに逆らうほど愚かでもなかった。チャーノの努力はドイツや義父への陰口を口にしたり、同盟反対についての意見を申し述べたりする程度であった。チャーノが大戦前に義父に反抗したのは一度だけで、ヴェネツィア宮でムッソリーニをローマ式敬礼で出迎える党幹部達を睨み付けると「君達みたいな間抜けで馬鹿な連中（中略）が、彼（ムッソリーニ）を焚きつけてこういう事を全てやらせたんだ！」と怒鳴り、日光のみを部屋に入れていたムッソリーニの執務室（気が散るという理由で照明を嫌っていた）に電気を付けたという。チャーノは日記に「イタリアのためにはドイツの勝利を願うべきなのか、敗北を願うべきなのか、自分にはわからない。」と記している。一方でドイツ側にもチャーノの姿勢は伝わっており、ヒトラーはムッソリーニに「あなたの家族の中には反逆者がいる」と警告したともいう。
第二次世界大戦の勃発時、チャーノの反ドイツの立場はより鮮明であり、チャーノはバチカンに使節として赴き、教皇と連絡をとっている。この際、チャーノはジョヴァンニ・モンティーニ（後の教皇パウロ6世）と関係が密であり、チャーノを通じて敵対諸国との連絡が保たれていた。

### 銃殺刑
連合軍のシチリア上陸後の1943年7月25日、ファシスト党大評議会において、ムッソリーニへの内部からの反対は遂に表面化する。チャーノは義父に反対票を投じ、ムッソリーニは失脚した。この政変の後に、妻のエッダと共に亡命を試みるが、バチカンが庇護を拒絶し、その望みは潰えた。その後スペインへの逃亡を図ったが、ドイツ軍によって逮捕され、大評議会で反対票を投じた他のメンバーとともにヴェローナの監獄に収監された。その行動は反逆行為であると見做され、、チャーノとデ・ボーノを始めとした6名は、1944年1月8日-9日の公開裁判（会場は大評議会と同じヴェローナのヴェッキオ城）によって有罪とされた。

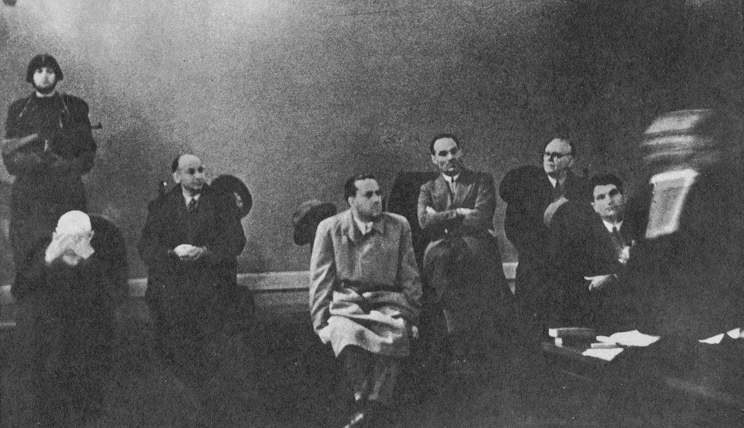
ヴェローナ裁判にて。左からデ＝ボーノ、ゴッタルディ、チャーノ、パレスキ、マリネッリ、シアネッティ。

ムッソリーニは義理の息子であるチャーノを助命する意思がなかったのか、あるいはしたくとも出来なかったのかについては、後々まで議論がなされている。衆目の一致するところは、仮にムッソリーニが彼に恩赦を与えたなら、ムッソリーニ自身の政策の信頼性は大きく損なわれたであろう、ということである。判決を聞いた妻のエッダは危険を冒して半島を自動車で縦断、はじめは共和国政庁で、そして監獄で夫の助命を懇願したが、空しく終わった。その後エッダは農婦の身なりでスイスに逃亡した。エッダは妊娠中であるとの特別許可証を入手、スカートの中にチャーノの日記を隠し持っていた。『シカゴ・デイリー・ニューズ』の戦争記者でもあるポール・ガーリは、エッダがスイス国内の修道院に潜伏中であることを突き止め、チャーノ日記の公刊を手助けした。同日記は1939年から1943年にかけてのファシスト政権下の多くの秘史を暴露しており、第一級の史料とされている（内容は政治関連に限定されており、チャーノの個人生活は殆ど含まれていない）。
1944年1月11日早朝、チャーノは銃殺刑に処せられた。最期の言葉は「祖国よ永遠なれ！」であったという。

## 評価
チャーノの人物像はファシスト時代中でも最も議論の多いものの一つである。チャーノは空虚で、甘やかされて育ち、俗物的で、浅薄であり、そのアルバニア総督時代が示す通り収賄を好み、残忍であった。
しかし一方で、チャーノは人生の最期においては、イタリアとドイツの同盟関係に勇気をもって反対した数少ない一人であった。また義父に不信任票を投じることでチャーノは個人的には孤独感に苛まれることにもなっただろう。ここでのパラドックスは、中庸的な道徳観念と、そこそこの知性を持ち合わせるに過ぎなかったと思われたチャーノが、最終的にはムッソリーニよりも鋭い政治的洞察力と、国王ヴィットーリオ・エマヌエーレ3世よりも確固とした個人的勇気を兼ね備えていた、ということにあった。